# Józef Wranik
Józef Wranik (ur. 14 grudnia 1938 w Raciborzu, zm. 11 października 2020 w Nowej Soli) – polski specjalista w zakresie mechaniki konstrukcji, prof. dr hab. inż., działacz opozycji w okresie PRL.

## Życiorys

### Wykształcenie i działalność zawodowa
W 1962 roku ukończył studia na Wydziale Budownictwa Politechniki Śląskiej w Gliwicach, uzyskując dyplom magistra inżyniera budownictwa przemysłowego i ogólnego.
W latach 1974–1982 pracował w filii Politechniki Łódzkiej w Bielsku-Białej. Był członkiem Sekcji Mechaniki Konstrukcji przy Polskiej Akademii Nauk, członkiem Polskiego Towarzystwa Mechaniki Teoretycznej i Stosowanej oraz członkiem Komitetu Naukowego Polskiego Związku Inżynierów i Techników Budownictwa. 1 września 1980 roku powołany na stanowisko docenta.
Od roku 1985 współpracował jako projektant i inżynier bezpieczeństwa konstrukcji z wieloma biurami projektowymi w Niemczech, pod koniec jako kierownik działu statyki i planowania nośności konstrukcji, bezpośrednio projektując bądź kierując pracami projektowymi. Od roku 1994 uzyskał prawo do tytułu inżyniera doradcy i rzeczoznawcy na terenie Bawarii.
Był zaangażowany w organizację polskiego oddziału niemieckiego Towarzystwa Mechaniki i Matematyki Stosowanej GAMM.
Od 1995 roku profesor nadzwyczajny Wydziału Budownictwa w Wyższej Szkole Inżynierskiej w Opolu, w 1996 roku został profesorem nadzwyczajnym Uniwersytetu Zielonogórskiego (Instytut Budownictwa, Zakład Konstrukcji Budowlanych), gdzie prowadził zajęcia do roku 2017.
Był autorem ponad 50 prac naukowych, 30 referatów i 20 publikacji.

### Działalność opozycyjna w okresie PRL
W latach 1980–1982 był działaczem opozycji demokratycznej. Był inicjatorem i pierwszym przewodniczącym Komisji Zakładowej NSZZ „Solidarność” przy filii Politechniki Łódzkiej w Bielsku-Białej. Był bezpartyjnym radnym Wojewódzkiej Rady Narodowej w Bielsku-Białej, a w listopadzie 1980 roku członkiem specjalnej komisji, której zadaniem było zbadanie zarzutów zgłoszonych przez MKZ NSZZ „Solidarność” Regionu Podbeskidzia przedstawicielom władzy.
Po wprowadzeniu stanu wojennego w grudniu 1981 roku został internowany i osadzony w Ośrodku Odosobnienia w Jastrzębiu-Zdroju, a od marca 1982 w Ośrodku Odosobnienia w Nowym Łupkowie. Został zwolniony w lipcu 1982 roku, w grudniu tego samego roku wraz z rodziną wyemigrował do Niemiec.

## Życie prywatne
Zmarł 11 października 2020 roku w Nowej Soli, a 17 października 2020 roku został pochowany na Cmentarzu Centralnym w Gliwicach.

## Odznaczenia i wyróżnienia
- Krzyż Wolności i Solidarności (2019)[9]
- Medal Stulecia Odzyskanej Niepodległości (2020)[1]